# Route de France féminine
La Route de France féminine est une course cycliste par étapes féminine, organisée entre 2006 et 2016. Elle a fait partie du calendrier de l'Union cycliste internationale, inscrite en catégorie 2.2  les deux premières années puis en catégorie 2.1 à partir de 2008. Elle est organisée par la société Organisation Routes et Cycles.
Après la fin de la Grande Boucle féminine internationale en 2009 et du Tour de l'Aude cycliste féminin en 2010, cette épreuve a été pendant quelques années la plus grande course féminine par étapes se déroulant en France et la seule classée 2.1. L'édition 2017 est annulée en raison d'un conflit entre les organisateurs et l'UCI. Celle de 2018 l'est également, à la suite du désengagement de la Communauté d'agglomération de Nevers qui devait accueillir 2 des 6 étapes. Ces deux annulations successives entrainent la disparition de l'épreuve.

## Palmarès
| Année                | Vainqueur            | Deuxième             | Troisième            |                  |
| -------------------- | -------------------- | -------------------- | -------------------- | ---------------- |
| 2006                 | Linda Villumsen      | Amber Neben          | Svetlana Boubnenkova |                  |
| 2007                 | Amber Neben          | Svetlana Boubnenkova | Maryline Salvetat    |                  |
| 2008                 | Luise Keller         | Rosane Kirch         | Edwige Pitel         |                  |
| 2009                 | Kimberly Anderson    | Evelyn Stevens       | Eneritz Iturriaga    |                  |
| 2010                 | Annemiek van Vleuten | Judith Arndt         | Olga Zabelinskaïa    |                  |
| 2011 : Pas de course |                      |                      |                      |                  |
| 2012                 | Evelyn Stevens       | Kristin McGrath      | Carlee Taylor        |                  |
| 2013                 | Linda Villumsen      | Emma Johansson       | Evelyn Stevens       |                  |
| 2014                 | Claudia Lichtenberg  | Alena Amialiusik     | Aude Biannic         |                  |
| 2015                 | Elisa Longo Borghini | Amber Neben          | Claudia Lichtenberg  |                  |
| 2016                 | Amber Neben          | Tayler Wiles         | Eugenia Bujak        |                  |
| 2017                 | annulé/abandonné     | annulé/abandonné     | annulé/abandonné     | annulé/abandonné |
| 2018                 | annulé/abandonné     | annulé/abandonné     | annulé/abandonné     | annulé/abandonné |

## Histoire
En 2005, à la suite du déclassement de la Grande Boucle féminine internationale à l'échelon inférieur, l'UCI lance un appel à candidatures pour l'organisation d'une course à étapes d'envergure internationale en France. C'est la société Routes et Cycles dirigée par Hervé Gérardin, un ancien salarié d'Amaury Sport Organisation, qui se voit confier la responsabilité d'organiser cette nouvelle course, baptisée Route de France féminine. La première édition a lieu en 2006. L'épreuve peine cependant à se développer et ne parvient pas non plus à profiter de l'arrêt de la Grande Boucle féminine internationale en 2009. En effet, la Route de France est sous médiatisée et rencontre des difficultés d'organisation. Non disputée en 2011, l'épreuve revient l'année suivante. Un nouveau contre temps se produit en 2017, lorsque l'épreuve est annulée après avoir échoué à rejoindre l'UCI World Tour féminin, car les dates prévues chevauchaient avec celles des championnats d'Europe et des courses suédoises WorldTour de Vårgårda.
Le 23 avril 2018, l'édition 2018 est à son tour annulée, alors que le parcours est connu depuis mars. Ces deux annulations consécutives découragent l’organisateur, Hervé Gérardin, qui annonce alors officiellement son retrait définitif du monde du cyclisme féminin international. La Route de France féminine disparaît après dix éditions.
La course a été une rampe de lancement pour les carrières de plusieurs coureuses professionnelles, notamment Annemiek van Vleuten, dont la victoire finale de 2010 était sa première grande victoire dans une course par étapes. Parmi les autres gagnantes notables on retrouve Evelyn Stevens, Linda Villumsen et Amber Neben.

## Organisation
L'épreuve est organisée par l'organisme Routes et Cycles dirigé par Hervé Gérardin.

## Statistiques
Record de victoires d'étapes
| Coureuse              | Nombre d'étapes |
| --------------------- | --------------- |
| Giorgia Bronzini      | 9               |
| Diana Žiliūtė         | 6               |
| Ina-Yoko Teutenberg   | 6               |
| Svetlana Boubnenkova  | 5               |
| Dorte Lohse Rasmussen | 3               |
| Evelyn Stevens        | 3               |

Victoires d'étapes par pays
| Pays             | Nombre d'étapes |
| ---------------- | --------------- |
| Italie           | 16              |
| Allemagne        | 11              |
| Pays-Bas         | 9               |
| États-Unis       | 8               |
| Australie        | 7               |
| Lituanie         | 7               |
| Russie           | 6               |
| Danemark         | 3               |
| France           | 3               |
| Pologne          | 2               |
| Royaume-Uni      | 2               |
| Afrique du Sud   | 1               |
| Biélorussie      | 1               |
| Nouvelle-Zélande | 1               |
| Suède            | 1               |

| Victoires d'étapes par pays et par édition | Victoires d'étapes par pays et par édition | Victoires d'étapes par pays et par édition | Victoires d'étapes par pays et par édition | Victoires d'étapes par pays et par édition | Victoires d'étapes par pays et par édition | Victoires d'étapes par pays et par édition | Victoires d'étapes par pays et par édition | Victoires d'étapes par pays et par édition | Victoires d'étapes par pays et par édition | Victoires d'étapes par pays et par édition | Victoires d'étapes par pays et par édition | Victoires d'étapes par pays et par édition | Victoires d'étapes par pays et par édition | Victoires d'étapes par pays et par édition | Victoires d'étapes par pays et par édition |
| ------------------------------------------ | ------------------------------------------ | ------------------------------------------ | ------------------------------------------ | ------------------------------------------ | ------------------------------------------ | ------------------------------------------ | ------------------------------------------ | ------------------------------------------ | ------------------------------------------ | ------------------------------------------ | ------------------------------------------ | ------------------------------------------ | ------------------------------------------ | ------------------------------------------ | ------------------------------------------ |
| #                                          |                                            |                                            |                                            |                                            |                                            |                                            |                                            |                                            |                                            |                                            |                                            |                                            |                                            |                                            |                                            |
| 2006                                       | 1                                          | -                                          | 1                                          | -                                          | -                                          | 5                                          | 2                                          | 1                                          | -                                          | -                                          | -                                          | -                                          | -                                          | -                                          | -                                          |
| 2007                                       | -                                          | -                                          | -                                          | 2                                          | 1                                          | -                                          | 4                                          | 2                                          | -                                          | -                                          | -                                          | -                                          | -                                          | -                                          | -                                          |
| 2008                                       | 2                                          | 5                                          | -                                          | -                                          | -                                          | 1                                          | -                                          | -                                          | -                                          | -                                          | -                                          | -                                          | -                                          | -                                          | -                                          |
| 2009                                       | -                                          | 2                                          | -                                          | 1                                          | 2                                          | 1                                          | -                                          | -                                          | -                                          | -                                          | -                                          | -                                          | -                                          | -                                          | -                                          |
| 2010                                       | -                                          | 3                                          | 2                                          | -                                          | -                                          | -                                          | -                                          | -                                          | -                                          | -                                          | 1                                          | -                                          | -                                          | -                                          | -                                          |
| 2012                                       | 1                                          | -                                          | 1                                          | 3                                          | 2                                          | -                                          | -                                          | -                                          | -                                          | -                                          | -                                          | 1                                          | 1                                          | -                                          | -                                          |
| 2013                                       | 6                                          | -                                          | -                                          | -                                          | -                                          | -                                          | -                                          | -                                          | -                                          | -                                          | -                                          | -                                          | -                                          | 1                                          | 1                                          |
| 2014                                       | 2                                          | 1                                          | 3                                          | -                                          | -                                          | -                                          | -                                          | -                                          | 1                                          | -                                          | -                                          | -                                          | -                                          | -                                          | -                                          |
| 2015                                       | 4                                          | -                                          | 1                                          | -                                          | 1                                          | -                                          | -                                          | -                                          | -                                          | -                                          | 1                                          | -                                          | -                                          | -                                          | -                                          |
| 2016                                       | -                                          | -                                          | 1                                          | 2                                          | 1                                          | -                                          | -                                          | -                                          | 2                                          | 2                                          | -                                          | -                                          | -                                          | -                                          | -                                          |
| TOTAL                                      | 16                                         | 11                                         | 9                                          | 8                                          | 7                                          | 7                                          | 6                                          | 3                                          | 3                                          | 2                                          | 2                                          | 1                                          | 1                                          | 1                                          | 1                                          |
|                                            |                                            |                                            |                                            |                                            |                                            |                                            |                                            |                                            |                                            |                                            |                                            |                                            |                                            |                                            |                                            |